# Loi de Matthiessen
En électricité, la loi de Matthiessen est relative à la variation de la résistance d'un conducteur ou d'un isolant avec la température. Bien que postérieure aux travaux de Augustus Matthiessen sur la conductivité des alliages, elle lui doit probablement son nom.
Sa formule est[Quoi ?]
Plus un conducteur est chaud, plus sa résistance va augmenter.
Plus un isolant est chaud, plus sa résistance va diminuer.
Au niveau électronique, cela correspond à 2 effets différents :
Le conducteur a des électrons de conduction (qui peuvent se déplacer dans le matériau) à température nulle : il peut donc toujours conduire le courant. En augmentant la température cependant, l'agitation thermique désorganise le matériau, les électrons ont de plus en plus de mal à se déplacer, la résistance du matériau augmente.
Cet effet de désorganisation du matériau existe aussi dans l'isolant, mais lui à température nulle n'a aucun électron de conduction... L'agitation thermique arrive à arracher quelques charges, l'augmentation de la température permet d'augmenter le nombre de charges, la résistivité du matériau diminue.
Les semi-conducteurs réagissent comme les isolants : l'effet le plus important est l'augmentation du nombre de porteurs, l'étude de la variation en température permet de faire la distinction entre un semi-conducteur et un (mauvais) conducteur qui peuvent avoir des résistivités du même ordre de grandeur.